# Oie grise du Marais poitevin
L'oie grise du Marais poitevin est une race d'oie domestique originaire du Marais poitevin en France, devenue rare aujourd'hui.

## Histoire
La région du Marais poitevin a toujours été propice à l'élevage des oies et des canards (comme le canard de Vouillé), grâce à ses grands espaces, ses cours d'eau et ses prairies humides,. Ainsi nombre d'habitants du Poiré-sur-Velluire, Nalliers, Vouillé élèvent jusqu'au milieu du XXe siècle de grands troupeaux d'oies. Chaque famille de fermiers dispose du droit de faire paître neuf femelles et deux jars sur les terres communales. Juste après la Seconde Guerre mondiale par exemple, le village du Poiré-sur-Velluire (commune de 247 hectares) compte quinze éleveurs d'oies, ce qui représente 1 400 têtes. Les oies sont vendues au marché pour être rôties et aussi pour leurs plumes et leur duvet. En 1992, il ne reste plus que deux éleveurs dans toute la région. Ce déclin est dû à l'arrivée des matières synthétiques pour le rembourrage des édredons et les oreillers ainsi qu'aux bouleversements sociaux des années 1960 et 1970 (exode rural, industrialisation de l'agriculture, etc.)
Le parc régional du Marais Poitevin tente à partir de 1992-1993 de lancer une action de conservation de cette race en péril en recueillant des individus bien représentatifs de cette race au plumage gris-brun dans les fermes subsistantes. Il fallait préserver une race de taille moyenne aux qualités proches de celles de l'oie de Toulouse et de l'oie d'Alsace, notamment pour sa production de foie gras. En 1996, un élevage plus systématique est mis en place, si bien qu'en 1998 le parc régional du Marais poitevin possédait déjà 150 individus aux caractéristiques stables et  homogènes; cependant son standard n'est pas encore reconnu,.

## Description
C'est une petite oie vive et agile au fort instinct de propriété, parfaite pour la garde. Elle est plutôt de petite taille, puisque le jars pèse en moyenne de 4 à 5 kg et la femelle 4 à 4,5 kg. Son plumage est gris aux bords blancs sur le dos, le croupion est blanc. Elle a un corps robuste. La femelle possède un sac de graisse ventral. La tête est forte, le cou est plutôt court. Les yeux sont gris avec une caroncule oculaire rose. Le bec, fort, est rosâtre avec un anneau de plumes blanches à la base. La femelle pond entre 15 et 35 œufs,.